# Amelia Hanowerska (1711–1786)
Amelia Sophia Eleanor (ur. 10 czerwca 1711 w Hanowerze, zm. 31 października 1786 w Londynie) – od urodzenia księżniczka Hanoweru, Brunszwiku-Lüneburga oraz od 27 września 1714 księżniczka Wielkiej Brytanii i Irlandii.
Urodziła się jako wnuczka księcia-elektora Hanoweru i księcia Brunszwiku-Lüneburga Jerzego I, który 27 września 1714 został również królem Wielkiej Brytanii i Irlandii. Jej rodzicami byli kolejny monarcha panujący w państwach Jerzy II (na tron wstąpił po śmierci swojego ojca 11 czerwca 1727) oraz jego żona Karolina z Ansbachu.
Księżniczka Amelia zmarła niezamężnie i bezpotomnie. Została pochowana w Opactwie Westminsterskim.